# Račice (Ústí nad Labem)
Račice é uma comuna checa localizada na região de Ústí nad Labem, distrito de Litoměřice.